# アレウス1世

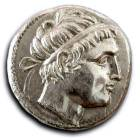
アレウス1世

アレウス1世（古希: Αρεύς Α'、古代ギリシア語ラテン翻字: Areus I、在位：紀元前309年 - 紀元前265年）はアギス朝のスパルタ王である。

## 略歴・人物
アレウス1世はアクロタトスの子であり、先王クレオメネス2世の孫である。アクロタトスは父クレオメネス2世の在位中に死んでいたが、クレオメネスにはクレオニュモスという子がいた。アレウスはそのクレオニュモスと王位を争い、長老たちの支持を受けて王位についた。
紀元前279年にガリア人の侵入を受けたマケドニアはギリシアに対する干渉を緩めた。これに乗じてアレウスはギリシアにおけるスパルタの覇権を再興しようとペロポネソス軍を率いてアイトリアに侵攻したが、失敗に終わった。
紀元前272年、エピロス王ピュロスは歩兵25000人と騎兵2000騎、24頭の戦象を率い、「アンティゴノスへの隷属より諸都市を解放する」と称してラコニアへ侵攻し、スパルタを包囲した。その時、アレウスはクレタへと遠征しており、王は留守だったものの、女性を含むスパルタの人民一丸となって市の防衛のために塹壕を掘って抗戦した。戦いの1日目、スパルタ側はピュロス軍の攻撃を食い止めた。戦いの2日目の終わりにアレウスは2000人の兵を率いて戻り、ピュロスを撃退した。同年、ピュロスをスパルタから撃退したアレウスは撤退するエピロス軍を攻撃し続け、ピュロスの息子プトレマイオスを戦死させた。そしてアルゴスでアンティゴノスと共にピュロスと戦い、ついに戦死させた。これによってアレウスの名声は高まり、紀元前366年にエパメイノンダスによって解散させられていたペロポネソス同盟を再び結成することができた。
クレモニデス戦争（en:Chremonidean War）においてアレウスはプトレマイオス朝とアテナイと組んでアンティゴノス2世に対抗した。アンティゴノス2世がアテナイを包囲した時、アレウスはアテナイ救援に向った。しかし、その際プトレマイオス朝の将軍パトロクロスに敵を攻撃するよう使いを送られたが、アレウスはこの時既に食料を使い切っており、さらに他人のために危険を冒すのは得策ではないと考え、撤退した。その後、紀元前265年にコリントス近郊にてアレウスは小クラテロスとの戦いで敗死した。王位は子のアクロタトスが継いだ。
アレウスは初めて自身の肖像や業績を硬貨や碑文に刻んで栄誉を讃えるなど、ヘレニズム期の君主のように振舞ったスパルタ王であった。

## 註
1. ↑  ディオドロス, XX. 29
2. ↑  パウサニアス, III, 6, 2
3. ↑  プルタルコス, 29
4. ↑  ibid, 30
5. ↑  ibid, 32
6. ↑  パウサニアス, III, 6, 4
7. ↑  ibid, III, 6, 5-6